# Кузнецовский сельсовет (Амурская область)
Кузнецо́вский сельсове́т — сельское поселение в Магдагачинском районе Амурской области.
Административный центр — село Кузнецово.

## История
12 мая 2005 года в соответствии с Законом Амурской области № 477-ОЗ муниципальное образование наделено статусом сельского поселения.

## Население
| 2002 | 2010 | 2011 | 2012 | 2013 | 2014 | 2015 |
| ---- | ---- | ---- | ---- | ---- | ---- | ---- |
| 225  | ↘209 | ↘208 | ↘201 | ↘187 | ↘177 | ↗184 |
| 2016 | 2017 | 2018 | 2021 |      |      |      |
| ↗195 | ↗200 | ↘189 | ↘119 |      |      |      |

## Состав сельского поселения
| № | Населённый пункт | Тип населённого пункта       | Население |
| - | ---------------- | ---------------------------- | --------- |
| 1 | Кузнецово        | село, административный центр | ↘119      |